# Dario Zingales
Dario Zingales est un clarinettiste italien contemporain.

## Biographie

### Formation
Dario Zingales étudie la musique à Milan en Lombardie dans le nord de l'Italie auprès de Luigi Magistrelli,,.
Il prolonge ensuite ses études, à partir de 2007, à l'université Mozarteum de Salzbourg auprès d'Alois Brandhofer, clarinette solo de l'Orchestre philharmonique de Berlin,,.
En janvier 2012, Dario Zingales obtient sa maîtrise au Mozarteum,,.

### Carrière

#### Clarinettiste
Dario Zingales est membre fondateur du quatuor de clarinettes Fusion Clarinet Quartet, avec lequel il a remporte le prix Ferrero pour ensembles à vent en 2005,.
Il acquiert une expérience orchestrale sous la direction de chefs tels que Riccardo Muti, André Previn, Gerd Albrecht et Dennis Russell Davies, et travaille dans le domaine de la musique de chambre avec Wenzel Fuchs, Lukas Hagen, Benjamin Schmid, Pierre Amoyal, Thomas Riebl, Pavel Gililov, Peter Lang et Jacques Rouvier,,.
Zingales collabore avec des ensembles comme l'Orchestre Milano Classica, les Solistes de Chambre de Salzbourg et   l'Orchestre du Théâtre Petruzzelli de Bari,. 
De 2009 à 2012, Dario Zingales est clarinette solo de la Philharmonie der Nationen dirigée par Justus Frantz avant de devenir, en 2012, le clarinettiste soliste du Gut-Immling Opera Festival en Bavière,,.
Zingales est membre permanent de la Bläserphilharmonie l'université Mozarteum de Salzbourg,.

#### Enseignant
Dario Zingales enseigne à l'Université Mozarteum de Salzbourg, en tant qu'assistant du professeur Alois Brandhofer de 2012 à 2017 et en tant qu'assistant du professeur Wenzel Fuchs depuis 2015,,.
Depuis 2018, Zingales dirige sa propre classe de clarinette à l'université Mozarteum de Salzbourg.

## Discographie sélective
Dario Zingales a publié des enregistrements sur les labels Urania Records, Gallo, Brilliant Classics  et Da Vinci Classics,,,,,, :
- 2013 : Grand Duo Clarinet, œuvres de Carl Maria von Weber, Iwan Müller, Carl Baermann et Anton Stadler, avec Harald Fleißner (clarinette) et Fausto Quintabà (piano) (Urania Records)
- 2014 : Solo Works for Clarinet, œuvres d'Igor Stravinsky, Herbert Willi, Gaetano Donizetti, Luciano Berio, Olivier Messiaen, Alexander Müllenbach, Rudolf Jettel, Claude Debussy, Valentino Bucchi, Albert Anglberger, Stefano Cavallerin, Ernesto Cavallini et Béla Kovács (Urania Records)
- 2015 : Gassenhauer for 3 - Clarinet, Cello, Piano, œuvres de Beethoven, Glinka et Bruch, avec Damiano Scarpa (violoncelle) et Fausto Quintabà (piano) (Urania Records)
- 2015 : Rare Classical Duos for Clarinet and Bassoon and two Clarinets, œuvres de Franz Wilhelm Tausch, Franz Anton Hoffmeister, François-René Gebauer, Giuseppe Gherardeschi, Michel Yost et Sébastien Demar, avec Marco Sala (clarinette) et Olga García Martín (basson) (Gallo)
- 2018 : Music for Clarinet and Piano de Heinrich Baermann et Carl Baermann, avec Florian Podgoreanu (piano) (Brilliant Classics)
- 2018 : German Music with Clarinet, œuvres de Johann Ludwig Böhner, Max Bruch, Gustav Jenner et Carl Reinecke, avec Damiano Scarpa (violoncelle) et Fausto Quintabà (piano) (Da Vinci Classics)
- 2018 : Chamber Music with Clarinet de Felix Mendelssohn, avec Marco Sala (cor de basset) et Alexey Grots (piano) (Brilliant Classics)
- 2021 : Music for Clarinet and Piano - Volume 2 de Heinrich Baermann et Carl Baermann, avec Florian Podgoreanu (piano) (Brilliant Classics)